# Tommie Jönsson
Tommie Mikael Jönsson, född 26 november 1972 i Stockholm, är journalist och arbetar som producent inom radio, tv och poddradio. Han var programledare i radioprogrammet Loppmarknadsarkeologerna.

## Biografi
Tommie Jönsson har tidigare varit redaktör på Darling, arbetade 2001-2005 som redaktionschef på Nöjesguiden, var manusförfattare för tv-serien Dokument:Humor, och har producerat radioprogram som P3 Kultur, Äkta svensk kinamat, P3 Populär, Loppmarknadsarkeologerna, I hjärnan på Louise Epstein. Jönsson vann Stora Radiopriset i kategorin Årets musik för reportageserien Hitfabriken, som sändes i Musikguiden i P3. Han producerade tv-programmet TV-cirkeln, där Johanna Koljonen var programledare. Jönsson skapade och medverkade i podcasten Lundellbunkern, samt producerar musikpodcasten DJ 50 Spänn. 2024 gjorde han radiodokumentären Jakten på Fiskargubben om tavlan Den gamle sjöbjörnen, målad av Harry Haerendel. 2025 gjorde han Rederietstjärnans dolda passion som handlade om skådespelaren Gaby Stenbergs experiment att göra musik av inspelade insektssurr. 